# Spondylus candidus
Spondylus candidus is een tweekleppigensoort uit de familie Spondylidae. De wetenschappelijke naam werd in 1819 gepubliceerd door Jean-Baptiste de Lamarck.